# Paul Hörbiger
Paul Hörbiger (Budapeste, 29 de abril de 1894 – Viena, 5 de março de 1981) foi um ator de teatro e cinema austríaco. Era filho do engenheiro Hans Hörbiger e irmão do ator Attila Hörbiger. Paul atuou em mais de 250 filmes ao longo de sua carreira.

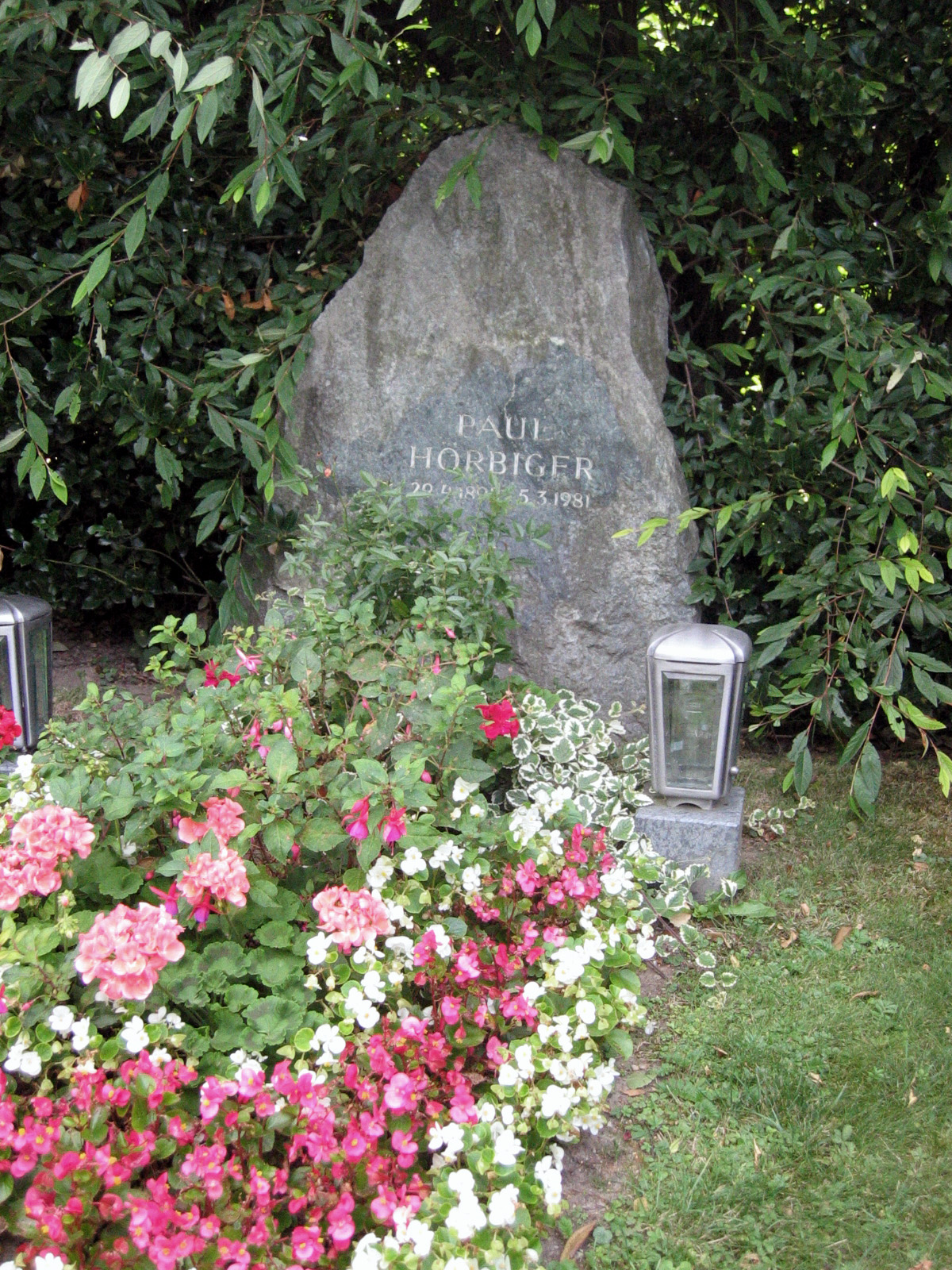
Sepultura no Cemitério Central de Viena

## Filmografia selecionada
- 1928: Dyckerpotts Erben
- 1928: G’schichten aus dem Wienerwald
- 1928: Heut’ spielt der Strauß
- 1928: Das letzte Souper
- 1937: Der Scheidungsgrund
- 1949: O Terceiro Homem
- 1952: Man lebt nur einmal
- 1964: Happy-End am Wörthersee
- 1965: Leinen aus Irland
- 1965: Der Alpenkönig und der Menschenfeind
- 1965: Ruf der Wälder
- 1971: Tatort: Mordverdacht
- 1972: Sie nannten ihn Krambambuli